# Stephanocleonus
Stephanocleonus — род долгоносиков из подсемейства Lixinae.

## Описание
Заднегрудь короче поперечника средних тазиковых впадин. Коготки обычные. Головотрубка большей частью с явственными тупыми боковыми кантами спинки.

## Виды
Некоторые виды:
- Stephanocleonus ignobilis Faust, 1883
- Stephanocleonus microgrammus (Gyllenhal, 1834)
- Stephanocleonus tetragrammus (Pallas, 1781)